# ورخننازاروفسکویه
ورخننازاروفسکویه (به لاتین: Verkhnenazarovskoye) یک منطقهٔ مسکونی در روسیه است که در شهرستان کراسنوگواردیسکی، آدیغیه واقع شده‌است.